# WARNING FROM STARDUST
『WARNING FROM STARDUST』（ウォーニング・フロム・スターダスト）は、BOWWOWの9枚目のオリジナル・アルバム。

## 概要
本作発表後に、ハノイ・ロックスと共に英国ツアーを決行した。
2000年12月21日には、山本恭司によりデジタル・リマスタリングされ、デジパック仕様で初CD化された。
2011年9月7日には、Blu-spec CD化され、紙ジャケット仕様で再発売した。

## 収録曲
（作詞：ジョン・J・スタンレー〈#1-6.11〉、森雪之丞〈#7-10〉）
1. You're Mine
  - 作曲：山本恭司
2. Jets
  - 作曲：山本恭司
3. Clean Machine
  - 作曲：新美俊宏
4. Can't Get Back to You
  - 作曲：新美俊宏
5. Heels of the Wind
  - 作曲：山本恭司
6. Poor Man's Eden
  - 作曲：山本恭司
7. 20th Century Child
  - 作曲：佐野賢二
8. Abnormal Weather
  - 作曲：斉藤光浩
9. Welcome to the Monster City
  - 作曲：佐野賢二
10. Break Out the Trick
  - 作曲：斉藤光浩
11. Warning From Stardust
  - 作曲：山本恭司
12. Electric Power Up※2011年盤のみ
  - 1981年4月26日に日比谷野外音楽堂で行われたライブを収録した映像。